# 2562 Chaliapin
2562 Chaliapin este un asteroid din centura principală, descoperit pe 27 martie 1973 de Liudmila Juravliova.